# P.J.M. Bond
P.J.M. (Paul) Bond (1993) is een Nederlands singer-songwriter uit Amsterdam. Bond maakt Engelstalige Americana-muziek met literaire invloeden.

## Geschiedenis
Bond groeide op in Edam-Volendam, waar hij op jonge leeftijd begon met zingen bij jongenskoor De Zangertjes van Volendam. In 2010 startte Bond de band Dandelion, waarmee hij meerdere albums en singles uitbracht, waaronder debuutalbum Everest (2016) en Laika, Belka Strelka (2019).
In 2018 behaalde Bond een MA Literary Studies aan de Universiteit van Amsterdam, met een scriptie over het werk van Ernest Hemingway. Daarnaast reisde Bond veel door Amerika en Canada. In 2021 bracht hij zijn solodebuut uit, Sunset Blues, welk nationaal en internationaal aandacht kreeg. Voor de mastering van Sunset Blues werkte Bond samen met Ed Brooks die eerder samenwerkte met Fleet Foxes, R.E.M., en Pearl Jam. Daarna speelde Bond in Nederland, Engeland en Amerika. Zowel solo als in de capaciteit van sessiemuzikant bij VanWyck, AlascA en Yorick van Norden. Daarnaast was Bond te gast bij Leo Blokhuis bij NPO Radio 2, en kreeg de single Sunset Blues veel airplay.

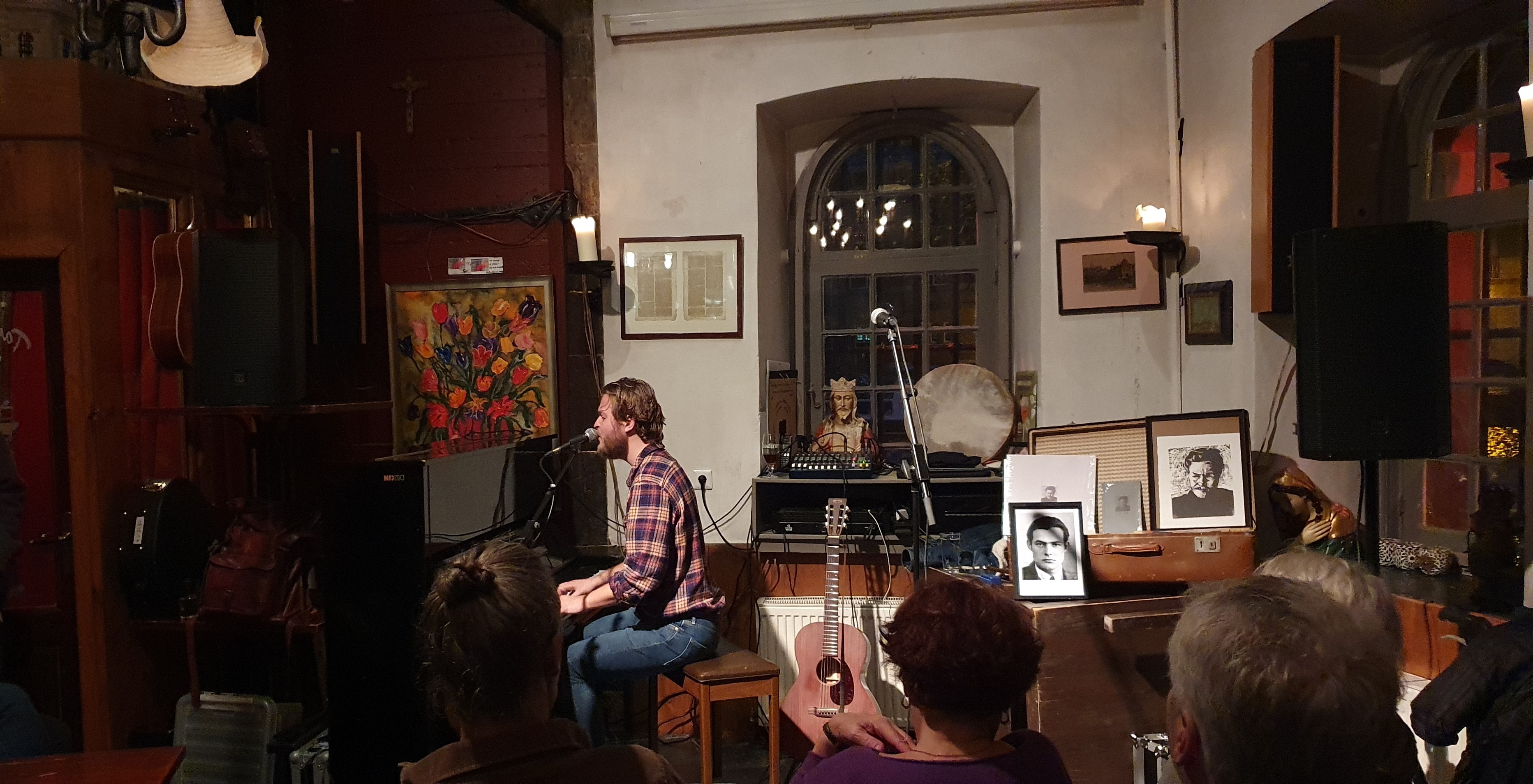
P.J.M. Bond op 5 november 2023 in De Waag, Haarlem

In 2023 bracht Bond een interdisciplinair album uit gebaseerd op In Our Time (1925) van de Amerikaanse auteur Ernest Hemingway. In Our Time is Hemingway's eerste verhalenbundel die in 1925 werd gepubliceerd. De release van Bonds In Our Time ontving veel internationale en nationale aandacht en werd op de voet gevolgd door een tour door Nederland en België en een show op de internationale Hemingway-conferentie in Bilbao, Spanje.
Bond heeft getekend bij het Concerto Records-label van platenzaak Concerto, gevestigd in de Utrechtsestraat te Amsterdam.

## Albums
| Sunset Blues | 18-11-2021 |  |
| In Our Time  | 06-10-2023 |  |